# 德布盧瓦 (緬因州)
德布盧瓦（英語：Deblois）是一個位於美國緬因州華盛頓縣的鎮。

## 人口
根據2020年美國人口普查的數據，德布盧瓦的面積為93.47平方千米，當中陸地面積為92.83平方千米，而水域面積為0.64平方千米。當地共有人口74人，而人口密度為每平方千米1人。